# Свобода (Хустський район)
Свобода — село в Синевирській громаді Хустського району Закарпатської області України.

## Назва
Місцеве населення назву вимовляє Сло́бода, наголошуючи перший склад.
Згадується у 1864 році як Szloboda. Інші згадки: 1898 — Sloboda, 1902 — Szloboda, 1925 — Svoboda, 1944 — Szvoboda, Свобода, 1983 — Свобода.

## Церква Преображення Господнього (2000 рік)
Фундамент першої в селі церкви освятили 28 червня 1998 р. Деревину на спорудження виділив директор заповідника «Синевир» М. Цюбик. Церква постала зусиллями всієї громади, а очолював будівництво голова церковного комітету майстер Василь Рошко.

## Населення
Згідно з переписом УРСР 1989 року чисельність наявного населення села становила 267 осіб, з яких 136 чоловіків та 131 жінка.
За переписом населення України 2001 року в селі мешкало 239 осіб. 100 % населення вказало своєю рідною мовою українську.